# سیمکا ودت
سیمکا ودت (Simca Vedette) خودرویی است که در سال‌های ۱۹۵۴ تا ۱۹۶۱تولید شده‌است.
این خودرو در کلاس خودرو سایز بزرگ قرار گرفته و طراحی آن خودروهای موتور جلو-محور عقب بوده است. سیستم جعبه‌دندهٔ آن ۳ دنده به دو صورت خودکار و دستی است.